# Serge Hutin
Pour les articles homonymes, voir Hutin.
Œuvres principales
- Histoire des Rose-Croix (1955)
- Les Alchimistes (1959)
- Les Francs-Maçons (1960)
- Les disciples anglais de Jacob Boehme (1960)

Serge Hutin, né le 2 avril 1929 à Paris et mort à Prades (Pyrénées-Orientales) le 1er novembre 1997, est un auteur d'ouvrages sur le gnosticisme,  l'ésotérisme, notamment l'alchimie, la franc-maçonnerie et les sociétés secrètes.

## Biographie
Serge Hutin est docteur ès lettres, diplômé de l'École pratique des hautes études. Il fut l'élève d'Alexandre Koyré et consacra un mémoire à Robert Fludd, alchimiste et philosophe rosicrucien.
Ex-attaché de recherche au CNRS, après avoir soutenu une thèse consacrée à Henry More en (1958), il s'orientera vers la vulgarisation ésotérique.
Outre ses ouvrages dont certains furent souvent réédités (le « Que sais-je ? » sur l'alchimie et celui sur les sociétés secrètes) et traduits, il publiera plus de 500 articles dans près d'une centaine de revues initiatiques ou littéraires dont la Revue Métapsychique, la Tour Saint-Jacques, la revue Planète, Atlantis, L'Initiation (revue de l'Ordre Martiniste de Papus), Initiation et Science, La Voix solaire, le Symbolisme, Les Cahiers astrologiques, Points de vue initiatiques, la revue Rose-Croix de l'AMORC, Nostra puis Nostra Magazine, Les Cahiers du réalisme fantastique, le Monde Inconnu, L'Autre Monde, des revues littéraires ou fanzines de Science-fiction (Ailleurs, Temps mêlés, Présence, Le Jardin Sidéral, Lunatique, Horizons du fantastique, Fantasmagie, etc).
Il donnera également des centaines de conférences à Paris et en province sur des sujets initiatiques, notamment en tant que conférencier officiel de l'AMORC[réf. nécessaire]. Rentré à l'AMORC, initié en martinisme (il fut membre du Suprême Conseil martiniste) et en franc-maçonnerie, il fréquenta notamment Robert Amadou, Jacques Bergier, Jean-Pierre Bayard, Jean Phaure, Roland Villeneuve, Valentin Bresle, Philippe Encausse, fils de Papus, Pierre Versins, Philippe Curval, Claude Seignolle, Pierre Mariel, René Alleau, Robert Ambelain, et dans les années 1980-90, entre autres, Roger Facon, Philippe Pissier et des frères maçons d'une loge de Prades qui s'occupèrent de ses obsèques. Une urne au nom de Serge Hutin avec le symbole de la rose-croix est visible au cimetière de Prades[réf. souhaitée].

## Critiques
Pour Didier Kahn, spécialiste de l'alchimie et chargé de recherche au CNRS : « On pourrait même ajouter que l'alchimie détient, aujourd'hui comme hier un terrible pouvoir : celui de faire perdre la tête aux meilleurs esprits [...] citons le cas regrettable de Serge Hutin, l'excellent auteur des Disciples anglais de Jacob Boehme (1960), qui versa dans l'occultisme dès lors qu'il se tourna vers l'alchimie ».

## Publications principales
- L'alchimie. PUF. coll. Que sais-je ?, 1951 (12e éd., 2011).
- Les sociétés secrètes. PUF. coll. Que sais-je ?, 1952 (13e éd., 2007).
- Histoire des rose-croix. Gérard Nizet, 1955. (Le Courrier du Livre, 1962, 1971).
- Les alchimistes. Le Seuil, 1959 (en collaboration avec Michel Caron) (3e éd. 1999).
- Les gnostiques, PUF, coll. Que sais-je ?, 1958 (trad. it. Edizioni Mediterranee, Rome, 2007).
- La philosophie anglaise et américaine, PUF, coll. Que sais-je ?, 1958.
- Histoire mondiale des sociétés secrètes, Les Productions de Paris, 1959 (numérotée: 3000 ex. reliure toile, 500 ex. reliure demi-chagrin).
- Les disciples anglais de Jacob Boehme, Denoël, coll. La Tour Saint-Jacques, 1960.
- Les Francs-Maçons, Le Seuil, coll. Le Temps qui court, 1960. (3e éd. 1971).
- Henry More : essai sur les doctrines théosophiques chez les platoniciens de Cambridge, Hildesheim, Verlag Georg Olms, 1966.
- Les prophéties de Nostradamus, Belfond, 1966 (présentation et commentaires) (rééd. coll. Sciences secrètes, édition illustrée, 1972).
- Article Esotérisme et 2e partie de l'article Franc-Maçonnerie, Encyclopædia Universalis, 1968.
- Histoire de l'astrologie, Marabout, 1970.
- Hommes et civilisations fantastiques, coll. J'ai lu L'Aventure mystérieuse, n°A238, 1970.
- Histoire de l'alchimie, Marabout, 1971.
- Gouvernants invisibles et sociétés secrètes, coll. J'ai lu L'Aventure mystérieuse, n°A269, 1971.
- L'amour magique : Révélations sur le tantrisme, Albin Michel, 1971.
- Robert Fludd, alchimiste et philosophe rosicrucien, Omnium Littéraire, 1972. (Rééd. Savoir pour Être, 1994).
- Aleister Crowley, le plus grand des mages modernes, Marabout, 1973. (Rééd. Éditions Arqa, 2005).
- Les Noces Chymiques de Christian Rosencreutz de Jean Valentin Andreae (Traduction et notes), Éditions du Prisme, 1973.
- Des mondes souterrains au roi du monde, Albin Michel, 1976.
- La Vie quotidienne des alchimistes au Moyen Âge, Hachette, 1977.
- La tradition alchimique : pierre philosophale et élixir de longue vie, Dangles, 1979.
- L'ésotérisme de l'histoire : de l'Atlantide aux États-Unis, de Cagliostro à Mary Poppins, Diffusion rosicrucienne, 1998 (recueil d'articles).
- Le spiritisme et la société théosophique suivi de La franc-maçonnerie, in Henri-Charles Puech, (dir.) Histoire des religions. Tome 2. Gallimard, Pléiade, p. 1363-1409.